# Лайжувское староство
Лайжувское староство (лит. Laižuvos seniūnija) — одно из 9 староств Мажейкяйского района, Тельшяйского уезда Литвы. Административный центр — местечко Лайжува.

## География
Расположено на севере Литвы, в Средне-Вянтской низменности, в северо-восточной части Мажейкяйского района.
Граничит с Рейвичяйским староством на западе, Мажейкяйским апилинкским — на юге, Акмянским староством Акмянского района — на востоке, Эзерской волостью Салдусского края Латвии — на северо-западе и Рубской волостью Салдусского края Латвии — на севере и северо-востоке.

## Население
Лайжувское староство включает в себя местечко Лайжува и 10 деревень.